# Бжускі-Ґромкі
Бжускі-Ґромкі (пол. Brzóski-Gromki) — село в Польщі, у гміні Високе-Мазовецьке Високомазовецького повіту Підляського воєводства.
Населення — 68 осіб (2011).
У 1975-1998 роках село належало до Ломжинського воєводства.

## Демографія
Демографічна структура станом на 31 березня 2011 року:
|          | Загалом | Допрацездатний вік | Працездатний вік | Постпрацездатний вік |
| -------- | ------- | ------------------ | ---------------- | -------------------- |
| Чоловіки | 32      | 6                  | 21               | 5                    |
| Жінки    | 36      | 9                  | 20               | 7                    |
| Разом    | 68      | 15                 | 41               | 12                   |